# マリアーノ・メルガレホ
マリアーノ・メルガレホ （Manuel Mariano Melgarejo Valencia，1820年4月13日 - 1871年11月23日）は、ボリビアの政治家、軍人。「野蛮カウディージョ」の異名を持つ奇行と蛮行で有名な同国史上最も悪名高い独裁者である。

## 人物・生涯
メスティーソの非嫡出子としてコチャバンバで生まれ、17歳で軍隊に入りラ・パスの軍司令官となった。1864年にそれまで影で権力を握っていた前大統領マヌエル・イシドロ・ベルスを暗殺し政権についた。大統領に就任するとメートル法の採用や蒸気機関の導入など近代化政策をとったこともあるが議会および地方の行政機関を解散させ政敵を弾圧。特にインディオは共有地を解体されて奪われ、反乱をおこした住民は虐殺された。鉱業寡頭支配層に支持され自由貿易政策を取り、それまで保護されていた手工業を崩壊させた。
また奢侈と放蕩に耽るために自分の名を冠した紙幣を乱発し、アタカマ砂漠の硝石採掘権もチリに売ってしまった（このことは後に太平洋戦争の原因となる）。 こうしたことから1871年にアグスティン・モラレスによりクーデターを起こされ失脚する。追放され同年、亡命先のリマで愛人の弟に暗殺された。

### 逸話
- 教育を受けていなかったため文盲だった。
- ベルスがクーデターを起こした際、市民の多くはベルスを支持したが、メルガレホは無言でベルスの元まで赴き、メルガレホが許しを請うものだと思っていたベルスを何も言わずにピストルで射殺し、大統領を名乗った。
- 首都を故郷の小村に遷都した。
- 自らの名を冠した通貨メルガレホが乱発された。
- フランスを崇拝していたため、普仏戦争が始まるとボリビア軍を動員してプロイセン王国の方を向けて整列させた。
- 個人的な飲み仲間の駐ボリビアチリ公使を蔵相に任命し、アタカマの硝石鉱山の利権を脅かすきっかけを作った。
- 地酒チチャを侮辱したイギリスの公使をロバの背中に裸にしてくくりつけ、スクレの市中を引き回した。
- イギリス公使を侮辱したことにより、ヴィクトリア女王は激怒したが、ボリビアの首都が内陸にあり、艦隊では懲罰を与えられないことを確認した女王は、地図にバツ印をつけてボリビアを抹消することで我慢したという。
- 反乱を起こされた際、「シャツにさえも信頼は置けん」といってシャツを銃殺刑に処した
- 1870年にプロイセンがフランスを侵攻した際、位置も知らず、話に聞いただけのパリの町を守るために援軍を送ろうとした。
- ブラジルから白馬を贈られ、これが気に入ったために現マトグロッソに位置する領土を割譲した。